# Hans Georg Wunderlich

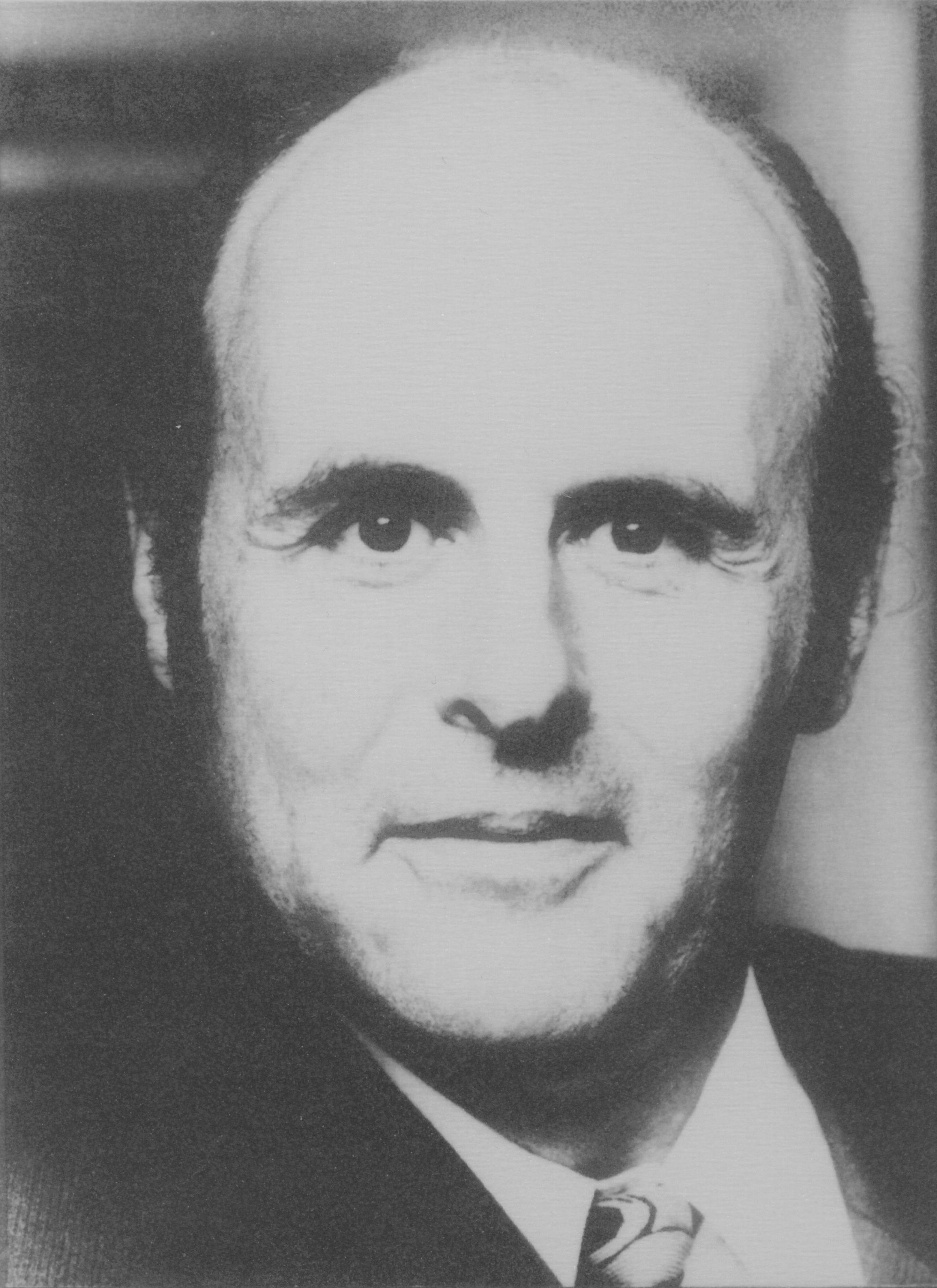
Hans-Georg Wunderlich

Hans Georg Wunderlich (* 19. Januar 1928 in Stuttgart; † 28. Mai 1974 in Stuttgart) war ein deutscher Geologe.

## Leben und Werk
Wunderlich studierte in Bonn und Göttingen Geologie. 1952 wurde er in Göttingen promoviert (Beiträge zur Geologie des Harznordrandes im Raum Bad Harzburg) und 1957 habilitierte er sich in Göttingen. 1963 wurde er Professor in Göttingen, 1970 Ordinarius für Geologie und Paläontologie in Stuttgart.
Er befasste sich mit Geotektonik und Gebirgsbildung (Orogenese), wo er Anhänger der Unterströmungstheorie war. Er war ab 1969 Hauptkoordinator für das Schwerpunktprogramm Geodynamik des mediterranen Raums der  Deutschen Forschungsgemeinschaft.

### Arbeiten zur Archäologie Kretas
Bei seinen geologischen Studien auf Kreta wurde er auf den Palast von Knossos aufmerksam. Er widersprach der etablierten These von Sir Arthur Evans, wonach die Minoische Kultur äußerst friedfertig gewesen sei, und wies stattdessen auf Indizien auf einen ausgeprägten Totenkult hin, ähnlich dem der gleichzeitigen ägyptischen Kultur des Alten Reichs.
In dem Band Wohin der Stier Europa trug (1972) analysiert er die kretominoischen Ausgrabungen aus der Perspektive der Geologie und stellte etliche Widersprüche in Evans Theorien fest; beispielsweise seien die als Badewannen bezeichneten Vorrichtungen für das Baden gänzlich ungeeignet, da ihre Ummantelung aus einem wasserlöslichen Material bestehe und auch kein Abfluss vorhanden sei. Die Lichtschächte hält er für Belüftungsschächte.
Auch sei es unwahrscheinlich, dass die ausnahmslos auf Anhöhen gelegenen „Paläste“ und „Villen“ dauerhaft bewohnt waren, da dort keine Wasserversorgung sichergestellt sei; die gefundenen Brunnen hält er für nicht tief genug und interpretierte sie daher als Zisternen. Wunderlich geht daher davon aus, dass die Bevölkerung in den Ebenen lebte und die so genannten Villen und Paläste Totentempel waren.
Wunderlichs Kritik rief einen langwährenden wissenschaftlichen Streit hervor, gilt heute aber als Außenseitermeinung und wird für weitgehend widerlegt gehalten.

## Werke (chronologisch)
- mit Werner Pleßmann:Tektonik und Metamorphose der Bündener Schiefer in der Umgebung des Gotthardmassivs (1957)
- Aufbau und Altersverhältnis der Tektonik- und Metamorphose-Vorgängen in Bündenerschiefer Nordtessins und Graubündens (1958)
- Deckenbau, Faltung und Lineation in den Ligurischen Alpen und im angrenzenden Apennin (1958)
- Zur Tektonik und Metamorphose der Apuanischen Alpen, Akademie der Wissenschaften Göttingen, Math.-Naturwiss. Klasse, 1960, S. 118–158
- Wesen und Ursachen der Gebirgsbildung, BI Hochschultaschenbücher (1966)
- mit Erich Bederke: Atlas zur Geologie, Bibliographisches Institut (BI) Mannheim, 1968
- Einführung in die Geologie, BI Hochschultaschenbücher, 2 Bände (1968)
- Wohin der Stier Europa trug. Kretas Geheimnis und das Erwachen des Abendlandes (1972)
- Bau der Erde. Geologie der Kontinente und Meere, BI Hochschultaschenbücher, 2 Bände (1973, 1975)
- Die Steinzeit ist noch nicht zu Ende. Eine Psycho-Archäologie des Menschen (1974)
- Das neue Bild der Erde. Faszinierende Entdeckungen der modernen Geologie (1975)